# Hemidromodes affinis
Hemidromodes affinis là một loài bướm đêm trong họ Geometridae.